# Głodowiec (przystanek kolejowy)
Głodowiec – zlikwidowany przystanek koszalińskiej kolei wąskotorowej w Głodowej, w województwie zachodniopomorskim, w Polsce. Został zlikwidowany po 1945 roku.